# کازوهیکو نیشیمورا
کازوهیکو نیشیمورا (انگلیسی: Kazuhiko Nishimura؛ زادهٔ ۲۱ اوت ۱۹۶۶) بازیگر اهل ژاپن است.